# تشاك هاردويك
تشاك هاردويك هو سياسي أمريكي، ولد في 8 نوفمبر 1941 في سومرست في الولايات المتحدة. نشط حزبياً في الحزب الجمهوري. وقد انتخب عضو جمعية نيوجيرسي العامة ‏.